# Lagos Beyers
Los lagos Beyers  son unos lagos estadounidenses situado  en el condado de Nevada , en el norte de California. Los lagos se encuentran dentro del Bosque nacional Tahoe, a una altitud de 2090 metros. Tiene una superficid de 4,9 hectáreas. 